# Balktil
Balktil is een buurtje in de gemeente Westerkwartier, in de Nederlandse provincie Groningen. Het ligt aan de N980 tussen Marum en Noordwijk, op de plek waar het Dwarsdiep overgaat in het Oude Diep. De brug die hier over het water ligt en onderdeel vormt van de N980 wordt de Balktil genoemd.
Het gebied rondom Balktil is ingericht als natuurgebied voor waterdieren.

## Geschiedenis

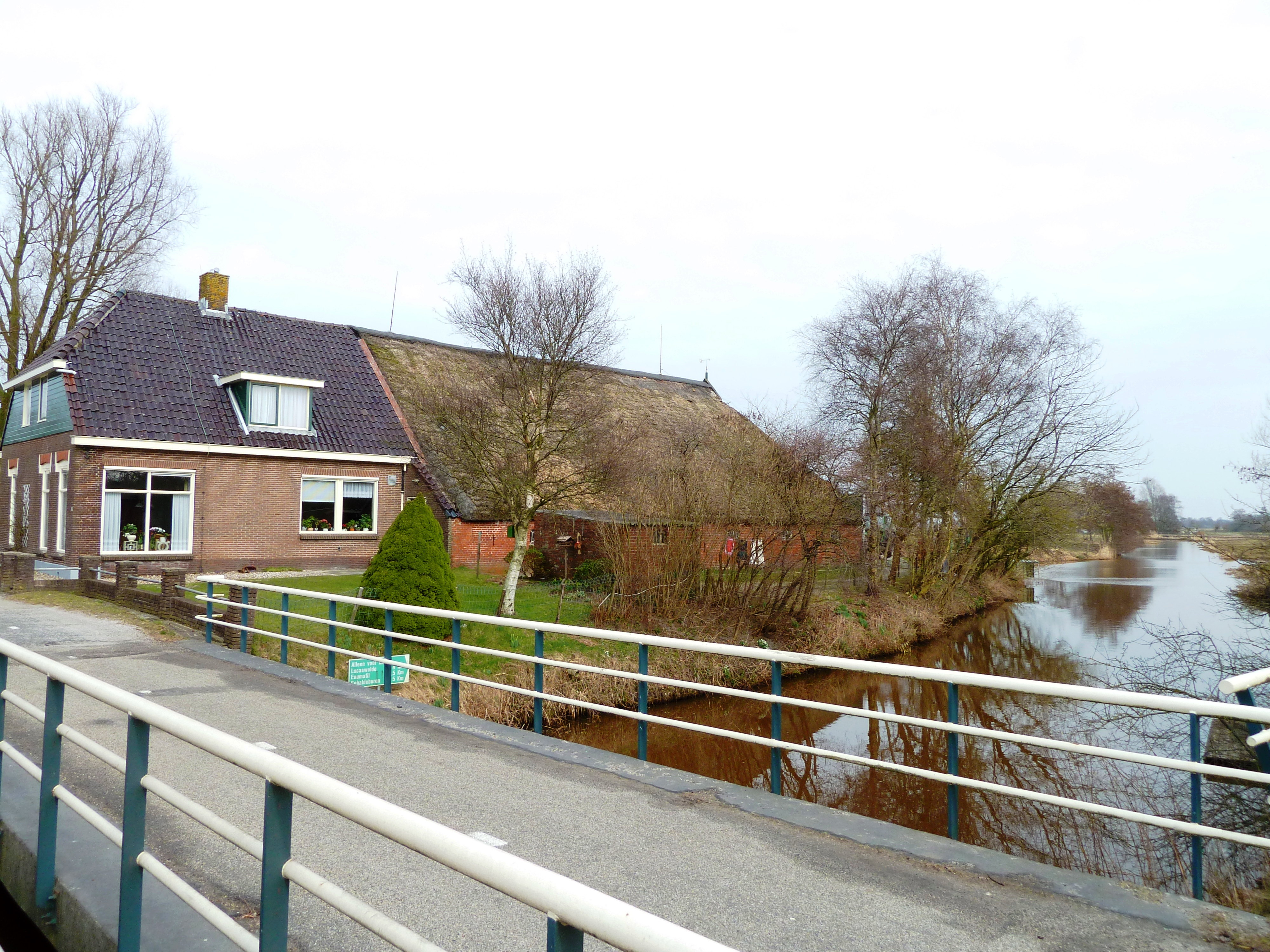
Gezicht over de Balktil met het voormalige café en het Dwarsdiep op de achtergrond

De Balktil komt voor het eerst voor in een oorkonde uit 1385 als de Marumer Balk. Deze Marumer Balk vormde een doorlaat voor het water van Marum (Vredewold) via Grootegast (Langewold) naar de zeesluizen. De Marumer Balk stond onder voortdurende controle zodat de toevoer van water hier kon worden gestopt wanneer er alarm werd geslagen in Langewold. In de oorkonde van 1385 staat dat de Marumerbalk maximaal 4 holtvoeten (1 Friese houtvoet = 0,296 meter) breed mocht zijn, ofwel 1,18 meter.
In 1912 werd het Oude Diep gekanaliseerd en verloor de Balktil haar functie. Daarna werd de plek een tijdlang gebruikt voor de opslag van mestaarde, pulp, sintels (uitgebrande steenkolen) en turf, kunstmest, zand, grind en varkens die af- en aangevoerd werden met schepen over deze drukke scheepvaartroute. Deze laad- en losplaats bevond zich achter het café dat tot 1916 was gevestigd in de nog bestaande boerderij bij de brug. Voor het lossen was er hier een zwaaikom voor de schepen. Later werd de losplaats naar de andere kant van het water verplaatst. Deze plek kreeg daarop in de volksmond de naam "de opslag". Tijdens de Tweede Wereldoorlog werden er met name aardappelen over het diep vervoerd. Dit kwam door de scheurplicht (ingevoerd in 1942), waarbij boeren door de overheid gedwongen werden hun weiland om te ploegen tot bouwland.